# ペイント3D
ペイント3D（英: Paint 3D）は、Microsoft Windowsに附属するグラフィックソフトウェアの名称。マイクロソフト ペイント（MSペイント）の後継として位置づけられていた。Windows 10 Creators Updateで新たに導入されたいくつかのアプリケーションソフトウェアのうちのひとつである。従来のMSペイントが持つ2次元画像編集機能に加えて、空間内に3次元モデルデータを配置・編集し、キャンバス上の2次元画像と合成する機能も持っている。

## 歴史
2016年5月、新しいハイブリッド型のリボンサイドバーインターフェイスと3Dオブジェクトをサポートする、MSペイントのユニバーサルWindowsプラットフォーム版の存在がリークされた。マイクロソフトは、リークされたビルドのインストールを置き換えるために、Windowsストアを通じてNewcastleというダミーのアプリを公開した 。
2016年10月に、とあるTwitterユーザーがPaint for Windows 10の次期バージョンの公式チュートリアルビデオをリークした。このビデオは、ペン入力を念頭に置いて一新されたインターフェイスや、基本的な3Dモデルを作成および修正する機能などの新機能を紹介するものだった。
ユニバーサルWindowsプラットフォームバージョンは、2016年10月26日のSurfaceイベントで、Windows 10 Creators Updateの基調講演の一環として正式に発表・公開された。このアプリケーションは、ビルド番号14800以上のWindows 10ユーザー向けに提供され、ビルド14955以前の旧バージョンのMSペイントと共存することができる。
ペイント3Dは、Windowsビルド14971および14986で、一時的にMSペイントの代替アプリケーションとなった。 ただし、ペイント3Dの新しいインターフェイスと機能不足に関する不満を受け、Windowsの開発チームは2つのアプリケーションを共存させることを決定した。
開発の過程で、ステッカーのサブセクションが再配置され、新しいステッカーやクラシックな2D図形が追加され、ようこそ画面（welcome screen）を無効にするオプションが追加された。また、ユーザーがスタンプボタンをクリックせずに別のアクティビティに切り替えた場合、ステッカーは自動的に貼り付けられるようになった。
WindowsインサイダーチーフのDona Sarkarは、 Windows 10 Mobile版のペイント3Dが開発のアルファ段階に入ったことを確認した。
Windows 10 Fall Creators Updateでは、ペイント3Dの更新版がWindowsストアにリリースされた。このバージョンでは、ユーザーが直接Remix 3Dにモデルをアップロードまたはダウンロードできるようになった。
Microsoftは2024年8月に、同年11月4日にペイント3DをMicrosoft Store上から削除し、非推奨とすることを発表した。同時に、通常の2D画像にはフォトやペイント、3Dには3Dビューアーを使用するよう推奨している。

## 特徴
ペイント3Dの最も象徴的な機能は、3Dオブジェクトへの対応である。ペイント3Dは、3Dの人間、動物、幾何学的図形、テキストなどのオブジェクトや落書きを描画・配置することが可能である。ユーザーは、オブジェクトを回転したり、3Dオブジェクトの配置を3次元的に調整したり、2Dオブジェクトにステッカーとして3Dオブジェクトを適用したりできる。 キャンバス自体は3D回転させることも隠すこともできるが、ユーザーが編集している間は回転させることはできない。
また、MSペイントと同様の2Dオブジェクトと新しいカラフルな「ステッカー」や、背景と3Dオブジェクトに適用することができるパターンを描画することも可能である。3Dテキストだけでなく、2Dテキストも使用できる。
アニメーションは、2Dおよび3D形式で保存し、"Windows Share" 機能やRemix 3Dを使って共有することができる。
ユーザーは、チュートリアル、ペイント3Dに関する情報、およびプロジェクトを開くまたは開始するためのオプションを含むようこそ画面で迎えられる。この画面は無効にしたり、再度有効にしたりすることができる。
以前はペイント3Dはマルチウィンドウがサポートされていなかった。ジャンプリストに3Dオブジェクトのみが表示されていた期間もある。
ユーザーが作成したウェアハウスRemix3d.comには、ペイント3D作品が保存されている。

## 評価
ペイント3Dは、導入された新機能、Windows 10の3Dサポートへの貢献、新しいユーザーインターフェイス、改良されたスタイラスサポート、およびMSペイント時代には見られなかったレベルの革新性が評価された   。